# De Konijnenbelt
De Konijnenbelt aan de Zwolseweg in het Overijsselse Ommen is een achtkantige windmolen. Deze korenmolen, genoemd naar de voormalig eigenaar Hendrik Konijnenbelt, is in 1806 gebouwd als oliemolen en pelmolen. Het is een stellingmolen die hoofdzakelijk uit hout is opgetrokken. Bij gebrek aan opvolgers is de molen in 1914 door de familie Konijnenbelt verkocht. Daarna werd er een petroleummotor in geplaatst. In 1920 werd de molen eigendom van de Coöperatieve Landbouw Aan- en Verkoop Vereeniging "Ommen en Omstreken" (CAVV) en de petroleummotor werd vervangen door een oliemotor. In 1930 werd overgeschakeld op elektriciteit. Van windkracht werd geen gebruik meer gemaakt en de molen raakte steeds meer in verval. Het gaande werk was verwijderd en de molen was geheel ingebouwd in de bedrijfsgebouwen van de CAVV.
De Konijnenbelt is in 1976 door de gemeente Ommen aangekocht en vervolgens grondig gerestaureerd. Door de sloop van de gebouwen van de CAV is de molen weer duidelijk zichtbaar geworden. In de jaren 80 zijn naast en achter De Konijnenbelt enkele appartementsgebouwen verrezen. De molen is op afspraak te bezoeken.
Op zaterdag 16 augustus 2014 heeft het wiekenkruis van de molen stormschade opgelopen. Een van de in maart 2014 geplaatste nieuwe roeden is daarbij geknikt. Er hebben zich geen persoonlijke ongelukken voorgedaan. In 2015 is de schade hersteld. De molen is weer draaivaardig.

## Fotogalerij

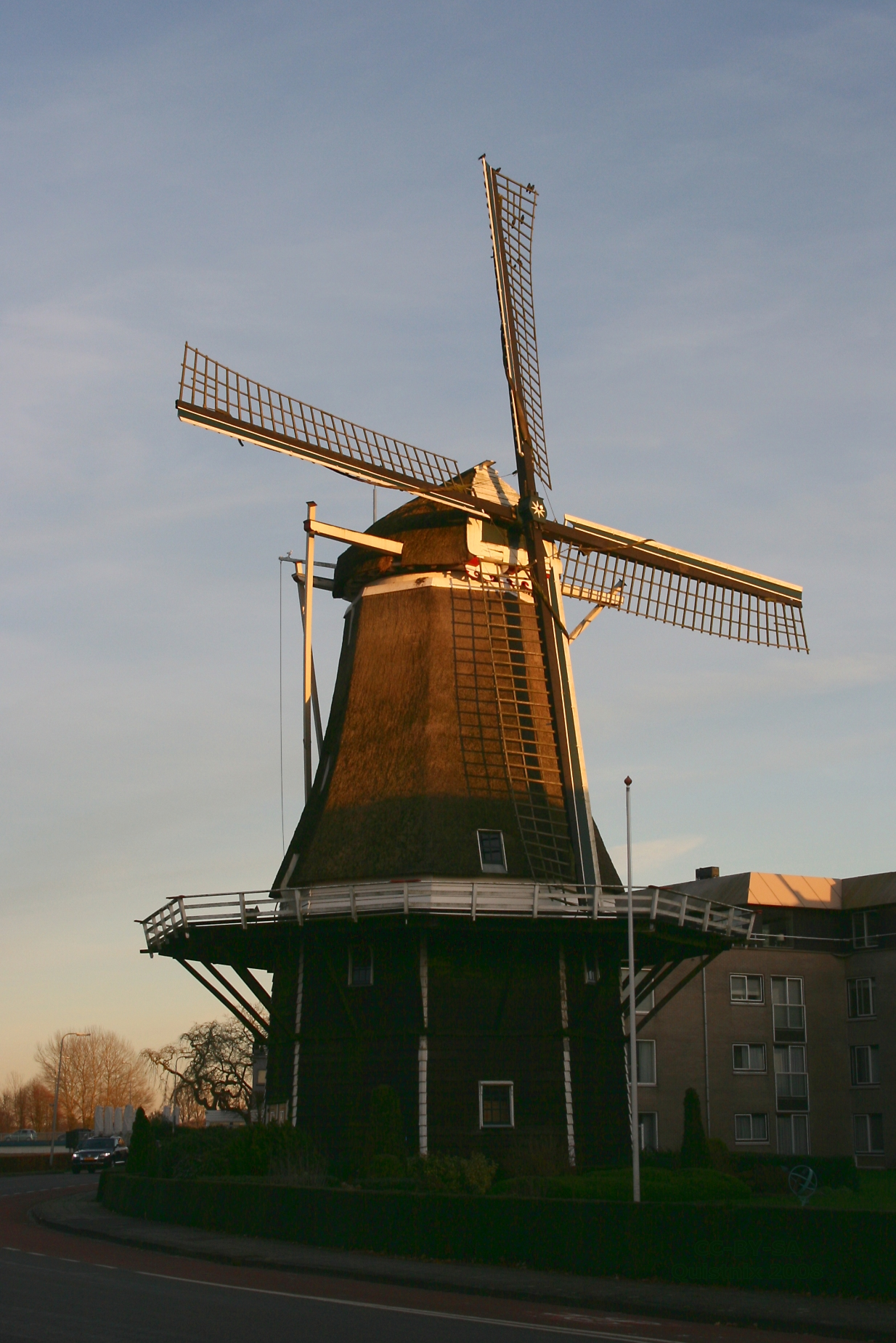
De Konijnenbelt in het avondlicht
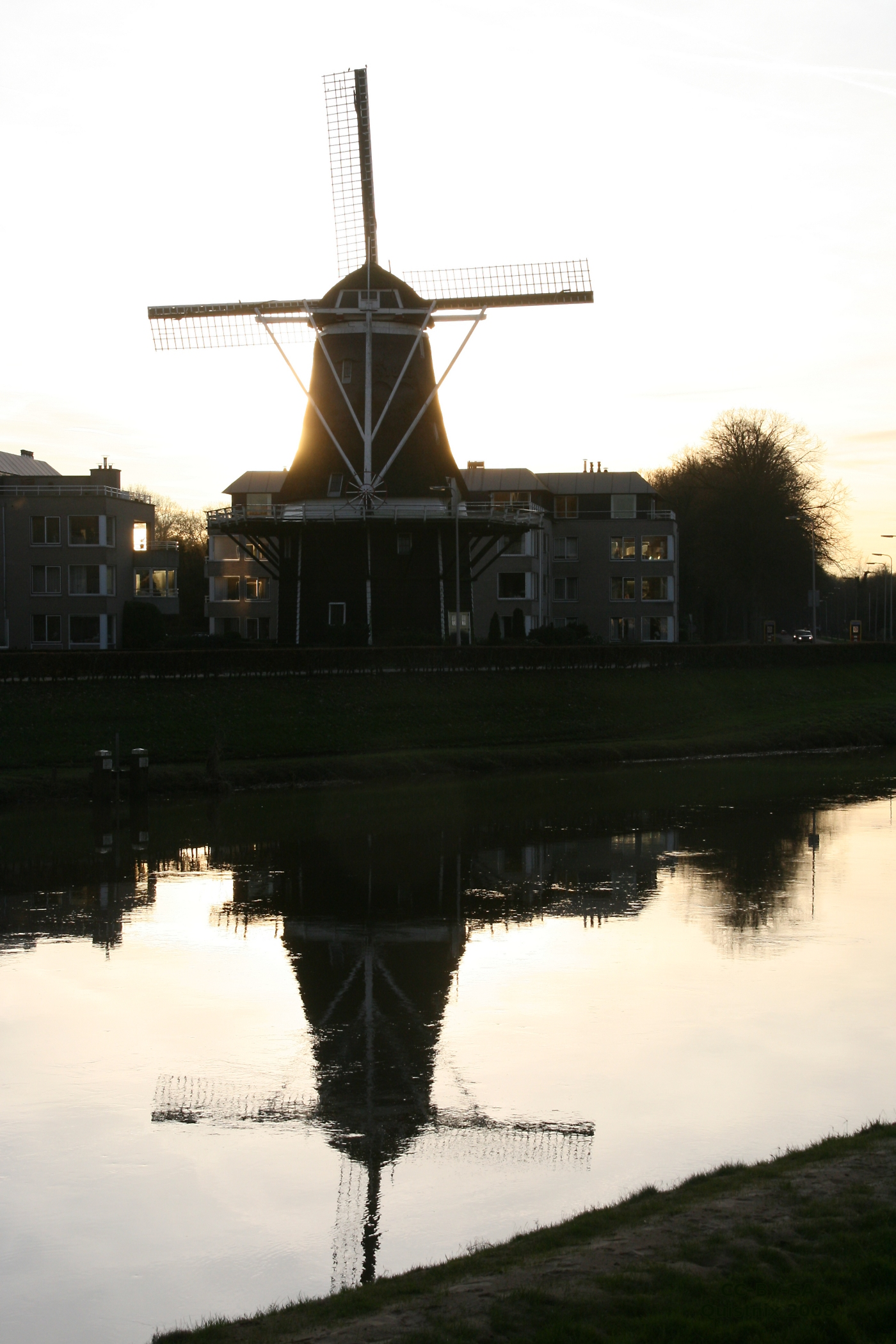
De molen gezien vanaf de overzijde van de Vecht
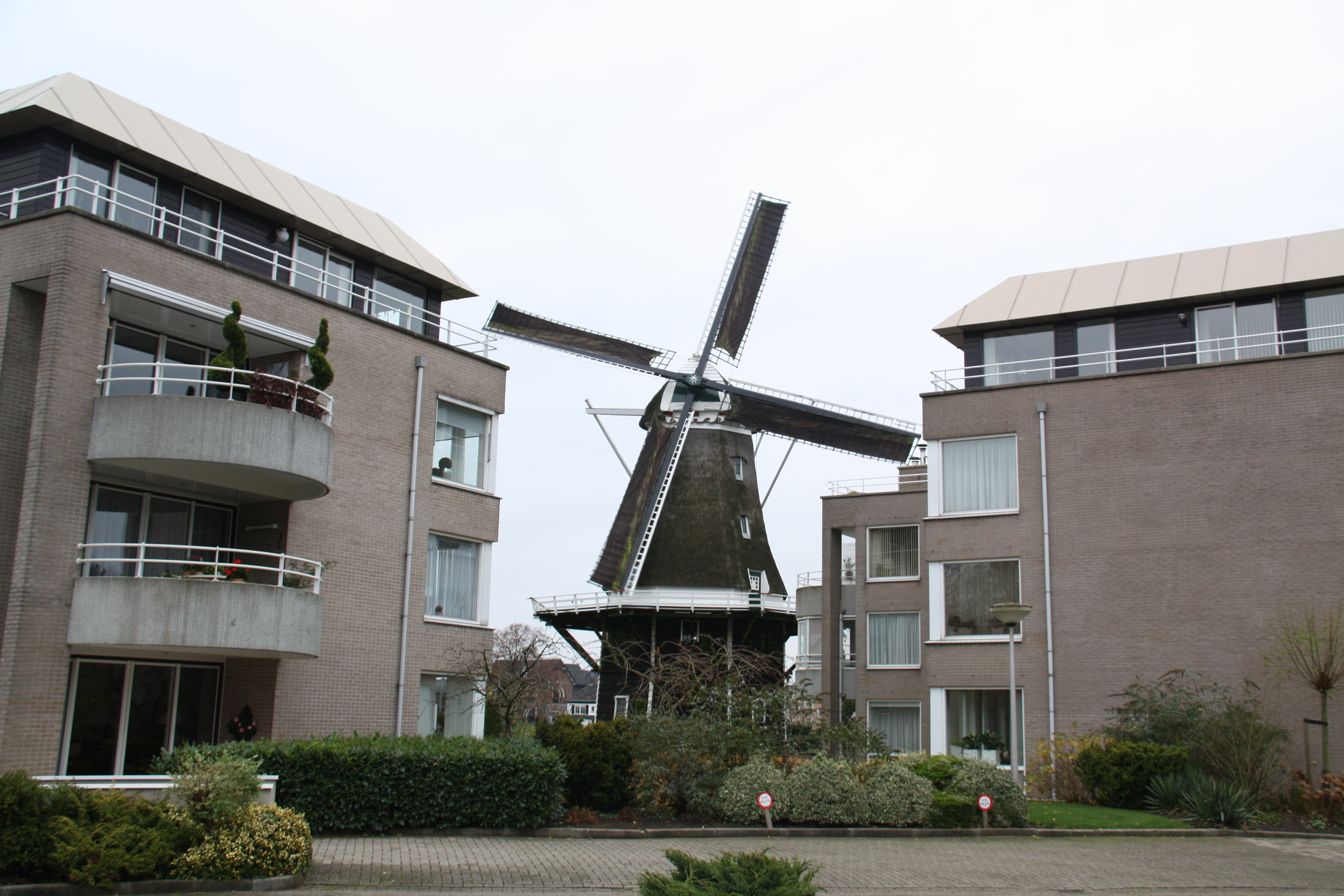
De molen tussen de bebouwing

## Referentie
- Steen, G., 1982 - Ommen rond de negentiende eeuw. Bijdrage tot de geschiedenis van Ommen. Gemeente Ommen.